# Lichenochrus congicus
Lichenochrus congicus är en insektsart som beskrevs av Rehn, J.A.G. 1914. Lichenochrus congicus ingår i släktet Lichenochrus och familjen vårtbitare. Inga underarter finns listade i Catalogue of Life.